# Alexandre Rapin
Pour les articles homonymes, voir Rapin.
Alexandre Rapin né le 21 juin 1839 à Noroy-le-Bourg et mort le 21 novembre 1889 à Paris est un peintre français.

## Biographie
Pierre Étienne Alexandre Rapin est un peintre au style imprégné par les paysages de Franche-Comté, région où il est né, d'un père huissier. Monté à Paris, il fréquente les ateliers de Jean-Léon Gérôme, Charles Gleyre et Joseph-Ferdinand Lancrenon, mais c'est surtout Louis Français, avec il se liera, qui aura une influence sur lui.
Il débute au Salon à partir de 1867 avec deux paysages du Doubs, et est mentionné comme habitant au 25, rue du Cherche-Midi. Il obtient une médaille de bronze en 1875 puis une médaille d'argent en 1877 et passe hors-concours. Il expose au Salon des artistes français, à partir de 1881, en tant que cofondateur de la Société des artistes français. Il participe aux deux expositions universelles de Paris (1878 et 1889).
Dès la fin des années 1860, il fait partie des peintres qui viennent travailler aux côtés de Gustave Courbet, comme l'indique une lettre de ce dernier à son ami Jules-Antoine Castagnary. Les deux peintres produisent des toiles communes, le premier les préparant, le deuxième les retouchant et, éventuellement, les signant.
En juillet 1884, il est nommé chevalier de la Légion d'honneur.
Il a participé à des expositions au palais de Fontainebleau, organisées par la Société des amis des arts de Seine-et-Marne, en 1888 et 1889.
Il meurt le 21 novembre 1889, alors qu'il était en train d'achever un grand carton pour la Manufacture des Gobelins dans son atelier situé au 52, rue de Bourgogne. Il souffrait d'une affection cardiaque.
Il s'était marié et avait cinq enfants, parmi lesquels le peintre Henri Rapin et l'architecte Jacques Rapin.

## Œuvres dans les collections publiques
- Dans le ruisseau de Grotte à Nans-sous-Sainte-Anne (Doubs), 1867, Besançon, musée des Beaux-Arts[8].
- Bords de l'étang à Mortefontaine (Oise),1874 , Chalon-sur-Saône, musée Denon[9].
- La Rosée dans les fonds de Bonnevaux, 1875, Beaune, musée des Beaux-Arts[10].
- Le Soir dans La Hague, vers 1875, Bordeaux, musée des Beaux Arts[11].
- Bords de la Loue à Scey-en-Varais (Doubs), 1879, Douai, musée de la Chartreuse[12].
- Le Puits-Noir (Franche-Comté), 1882, Montbéliard, musée des Beaux-Arts[13].
- Le Matin au bord du Doubs, 1887, Dole, musée des Beaux-Arts[14].
- Le Soir, à Druillat, 1888, Paris, musée d'Orsay.
- Sous-bois, Pau, musée des Beaux-Arts[15].
- Autoportrait, mine de plomb, New York, musée d'Art Dahesh[16].
- Le Chevreuil, 1888-1889, tapisserie de la Manufacture des Gobelins d'après Alexandre Rapin, Paris, palais du Luxembourg.

Œuvres d'Alexandre Rapin
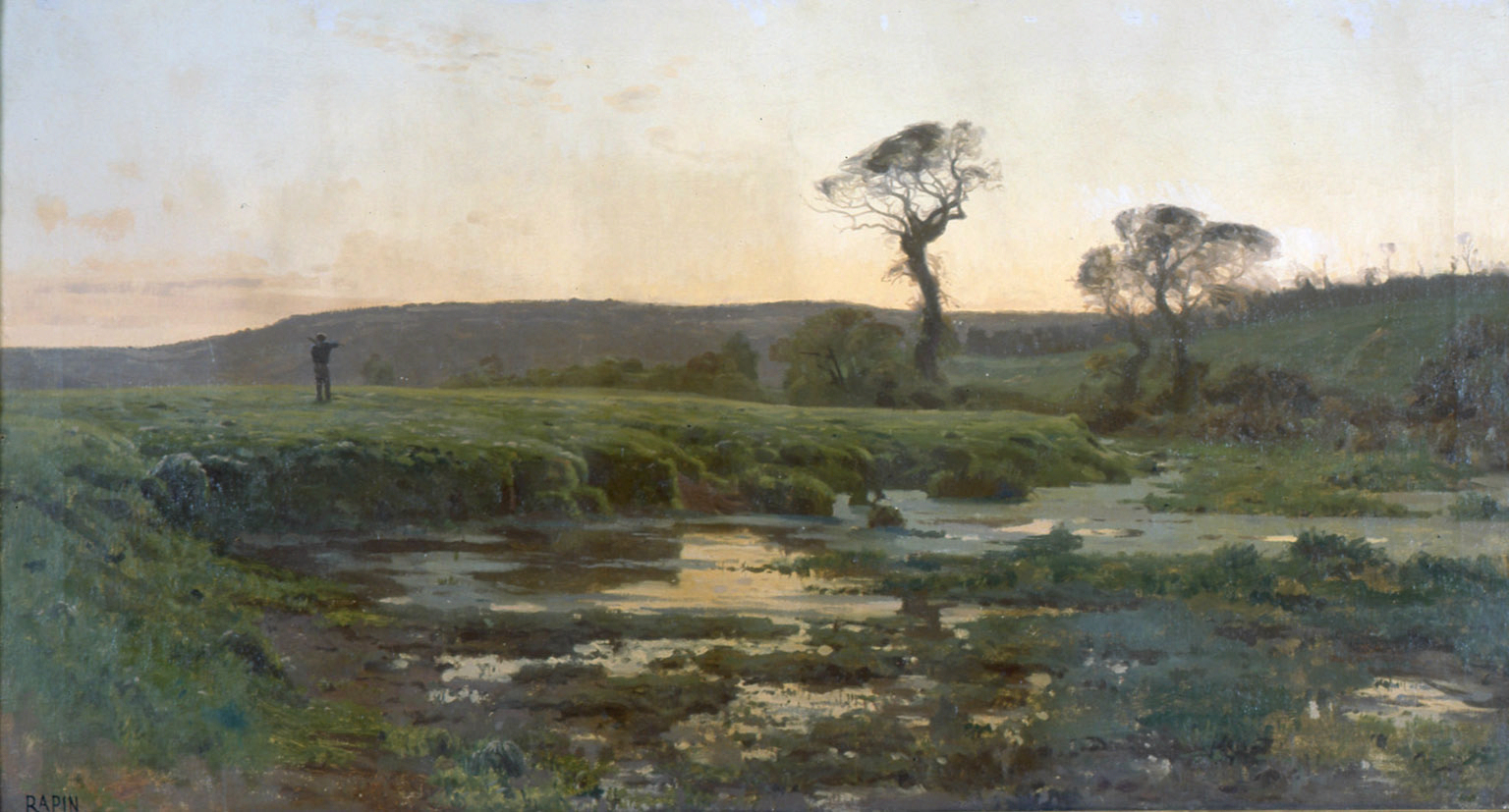
Le soir dans La Hague (vers 1875), musée des Beaux-Arts de Bordeaux.
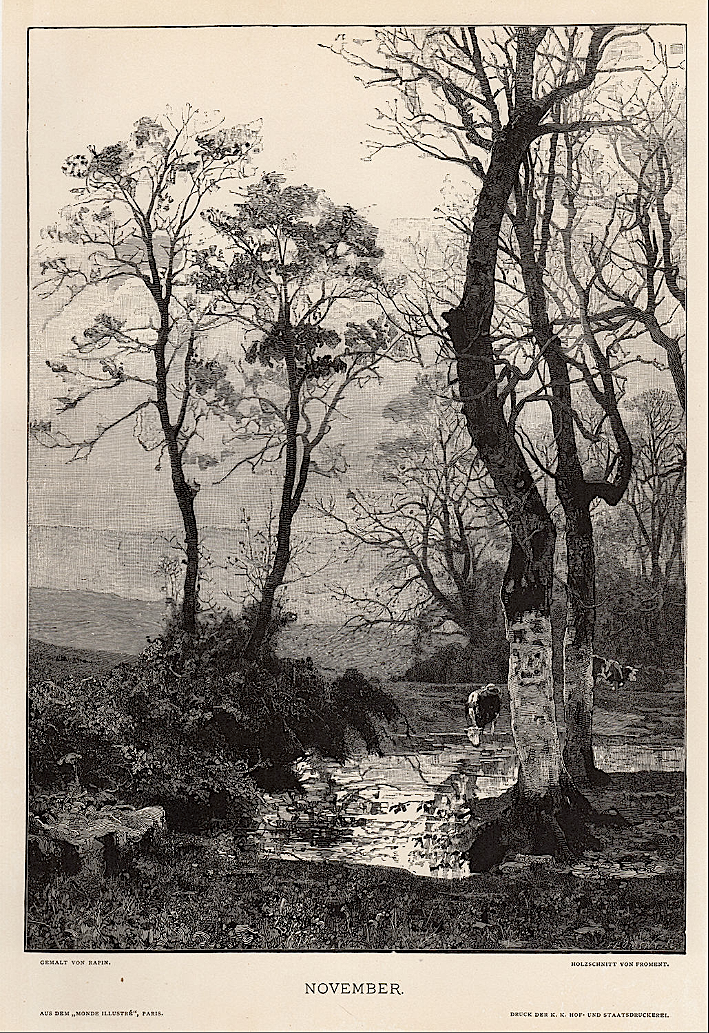
Novembre (1881), gravure sur bois d'Eugène Froment d'après Rapin.
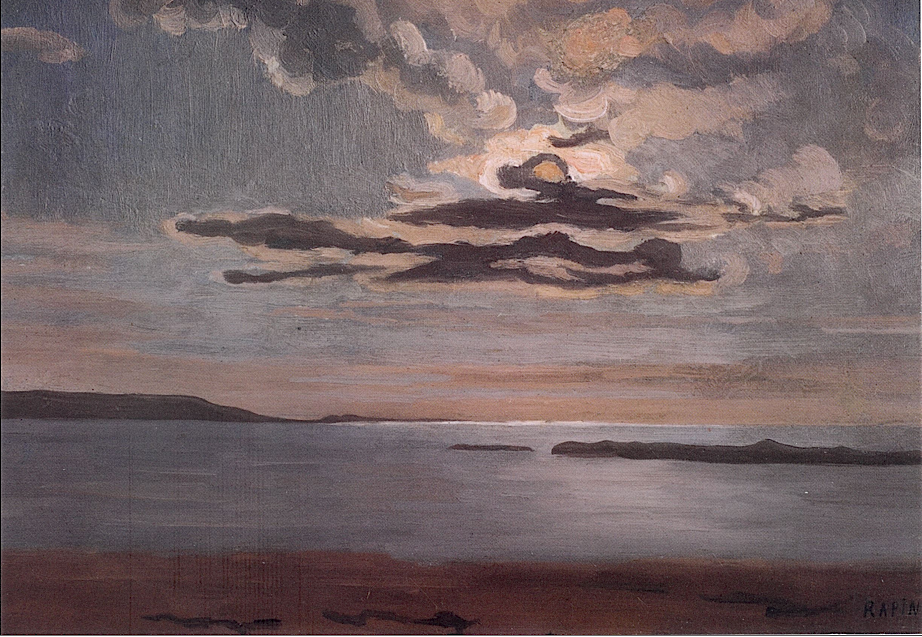
Paysage de mer au crépuscule, ancienne collection Clerc, localisation inconnue. Une des rares marines du peintre, marquée par le symbolisme naissant[17].